# Oro-Oro Ombo (Kartoharjo)
Oro-Oro Ombo is een bestuurslaag in het regentschap Madiun van de provincie Oost-Java, Indonesië. Oro-Oro Ombo telt 5962 inwoners (volkstelling 2010).